# Semotrachia elleryi
Semotrachia elleryi är en snäckart som beskrevs av Alan Solem 1993. Semotrachia elleryi ingår i släktet Semotrachia och familjen Camaenidae. Inga underarter finns listade i Catalogue of Life.